# أحمد قوادري
أحمد قوادري (1940- 2021)م- أو "أحمد القوادري" ممثل ومخرج أردني، له العديد من الأعمال الفنية. أحد الرواد في مجال المسرح والدراما التلفزيونية، توفي في يوليو 2021م عن عمر ناهز (81)عامًا. أشهر أعماله: الخنساء، طرفة بن العبد.

## السيرة الذاتية
ولد أحمد قوادري عام 1940م في الأردن، وحصل علي شهادة البكالوريوس في المسرح من أكاديمية الفنون بالقاهرة عام 1971م، عمل مخرجًا ورئيسًا لقسم الاخراج في دائرة الثقافة والفنون ما بين عامي 1971م و 1976م، القوادري عضو في نقابة الفنانين الأردنيين، تتلمذ علي يديه العديد من الفنانين والمخرجين في المسرح الأردني أمثال: زهير النوباني، وربيع شهاب، ونادرة عمران، ووفاء القسوس ، وعبير عيسى، كما أنه أخرج العديد من الأعمال الفنية والدرامية والمسرحية، بالإضافة إلي عمله كممثل في عدة أعمال أخرى. توفي بعد معاناة مع المرض في 25 يوليو 2021م عن عمر ناهز (81) عامًا.

## الأعمال الفنية
شارك أحمد القوادري في العديد من الأعمال الفنية، التي تتنوع ما بين البرامج والمسلسلات التلفزيونية، والأعمال المسرحية، وهو ما يمكن توضيحه من خلال الآتي:
- المبروكة - مسلسل - 2014م، من تأليف رياض سيف، وإخراج نبيل الشوملي، وكان الفنان القوادري ضيف شرف في هذا المسلسل.
- ورق الورد- مسلسل- 2014م
- شوية صبر يا جبر- مسلسل- 2011م، من تأليف يوسف العموري، وإخراج مازن العواملة.
- سلطانة- مسلسل- 2007م، من تأليف غالب هلسا، وإخراج إياد الخزوز
- أمرؤ القيس: الثأر المر- مسلسل- 2002م، من تأليف جمال أبو حمدان ، وإخراج خلف العنزي.
- عودة متعب- مسلسل- 2001م، من تأليف حسن أبو حسنة، وإخراج يسري الطائي.
- الأخدود- مسلسل- 2000م، من تأليف إبراهيم الصادق، وإخراج عزمي مصطفى.
- جحا وأصدقاؤه- مسلسل- 1999م، من إخراج محمد العوالي.
- سر القرية- مسلسل- 1997م، من تأليف طالب السعدون، وإخراج محمد العوالي.
- الرمضاء- مسلسل- 1992م، من تأليف سعد خضر، وإخراج محمد العوالي و سعد خضر.
- البركان- مسلسل- 1989م، من تأليف هاني السعدي، وإخراج محمد عزيزية.
- الرصيف البارد- مسلسل- 1988م، من تأليف إبراهيم العبسي، وإخراج بسام سعد.
- الثغرة- مسلسل- 1987م، من تأليف عبد اللطيف شما ، وإخراج محمد العوالي
- الريحانية- مسلسل- 1987م، من تاليف وإخراج محمد العوالي.
- الفكاهة في التراث العربي- مسلسل- 1987م، من تاليف إبراهيم الصادق، وإخراج حسن ابو شعيرة.
- المناهل- برنامج تعليمي وتربوي- 1987م، من تأليف هشام يانس، وإخراج حسن أبو شعيرة.
- الزيادة- مسلسل- 1984م، من تأليف فريدريش دورينمات، وإخراج عبد الوهاب الهندي.
- الملح الأسود- مسلسل- 1984م، من تأليف وإخراج عزمي مصطفى.
- بير الطي- مسلسل- 1984م، من تأليف محمود الزيودي، وإخراج بسام سعد
- بيوت في مكة- مسلسل- 1983م، من تأليف وليد سيف، وإخراج علاء الدين كوكش
- جبل الصوان- مسلسل- 1983م، من تأليف وليد سيف، وإخراج صلاح أبو هنود.
- طرفة بن العبد- مسلسل- 1982م، من تأليف وليد سيف، وإخراج صلاح أبو هنود.
- حدث في المعمورة- مسلسل- 1981م، من تأليف محمد العبادي، وإخراج صلاح أبو هنود
- لغز الساعة الثالثة- مسلسل- 1981م، قصة أجاثا كريستي، وإخراج عروة زريقات.
- أحمد بن ماجد- مسلسل- 1981م، من تأليف يوسف أبو ريشة، وإخراج إحسان رمزي.
- الدمعة الحمراء- مسلسل- 1980م، من تأليف محمد أحمد السديري، وإخراج منذر النفوري.
- سوق الألغاز- مسلسل- 1980م، من تاليف شريف العلمي، وإخراج حسن أبو شعيرة.
- عروة بن الورد- مسلسل- 1978م، من تأليف وليد سيف، وإخراج صلاح أبو هنود.
- الخنساء- مسلسل- 1977م، من تأليف وليد سيف، وإخراج صلاح أبو هنود.
- الكنز- مسلسل- 1977م، من تأليف هشام يانس، وإخراج عروة زريقات.
- رجم الغريب- مسلسل- 1976م
- الفرق نمرة- مسرحية- 1974م، من تاليف فارس يواكيم، وإخراج حسيب يوسف
- آخر الليل- مسلسل، من تأليق إبراهيم العبسي، وإخراج محمد العوالي.
- آخر المطاف- مسلسل، من تاليف دياب عيد، وإخراج نجدة إسماعيل أنزور.
- الأثر القديم- سهرة تلفزيونية.
- السيف الذهبي- مسلسل، من تأليف هشام يانس، وإخراج بسام حجاوي.
- طلال الدروب- مسلسل، من تأليف منذر رشراش، وإخراج محمد علوه
- كيف وأخواتها - برنامج، من تأليف شريف العلمي، وإخراج نبيل الشوملي.
- محاكمة ابن المقفع - مسلسل، من تاليف معين بسيسو، وإخراج صلاح أبو هنود
- وجه آخر- مسلسل، من تأليف منذر رشراش ، وإخراج سالم الكردي.
- مدرسة الأستاذ بهجت- مسلسل.
- الأرملة- مسلسل- 2005م (منتج فني). من تأليف سعد خضر ، وإخراج محمد العوالي.